# Philippe Kirsch
Philippe Kirsch (* 1. dubna 1947, Namur) je kanadský právník belgického původu. V letech 2003–2009 byl soudcem a zároveň prvním předsedou Mezinárodního trestního soudu. Dříve působil rovněž v diplomacii a jako rozhodce Stálého rozhodčího soudu v Haagu.
Roku 2009 mu byl udělen Řád Kanady.